# فيليب إم. إبستاين
فيليب إم. إبستاين هو محامي كندي، ولد في 30 أغسطس 1942 في هيتشن في المملكة المتحدة.